# خط ساخن (مسلسل)
خط ساخن مسلسل مصري تم عرضه خلال الموسم الرمضاني 2020 يتكون من 45 دقيقة.

## قصة المسلسل
تدور أحداث المسلسل حول عدد من القضايا الاجتماعية التي طرأت على المجتمع المصري في الآونة الأخيرة، ومنها تزايد حالات الانتحار، حيث تقوم الممرضة (عالية) بالاهتمام بحالات المرضى الذين يفكرون في الانتحار، 

## طاقم العمل

### الممثلين
- [2]سلاف فواخرجي
- نضال الشافعي
- [3]حسين فهمي
- صلاح عبدالله
- حسني شتا
- أسما الشال
- محمود حافظ
- هايدي
- ثراء جبيل
- صابرين
- سعيد صديق
- عبد الخالق الجابري
- محمد عادل
- سهر الصايغ
- سميرة عبد العزيز
- دنيا المصري
- أحمد التهامي
- علاء شعير
- فارس الحداد
- عابد عناني
- محمود الجابري
- عبد الرحمن فتحي
- عبد، الخالق سيد أحمد
- هايدي رفعت
- يوسف إسماعيل
- سناء شافع
- دنيا النشار
- مصطفى عبد السلام
- سلمى غريب
- محمود فارس
- نرمين ماهر
- شريف الطيب
- أدهم الدسوقي
- محمود سليمان

### بقية طاقم العمل
- حسني صالح. (مخرج)
- فوزية حسين. (المؤلف)
- محمود صلاح حامد. (مونتاج)
- أحمد الجابري. (منتج)
- هاني فريد عبد الحي. (خدع سينمائية)